# Cztery rodzaje właściwego wysiłku
Cztery rodzaje właściwego wysiłku (pali samma-padhāna) w buddyzmie stanowią szósty stopień Ośmiorakiej Ścieżki (pali sammā-vāyāma) to: 
- wysiłek unikania (pali samvara-padhāna) szkodliwych stanów
- wysiłek pokonywania (pali pahāna-padhāna) szkodliwych stanów
- wysiłek rozwijania (pali bhāvanā-padhāna) zdrowych stanów (np. Czynników Oświecenia pali bojjhanga)
- wysiłek podtrzymywania (pali anurakkhana-padhāna) zdrowych stanów

Cztery rodzaje właściwego wysiłku należą do 37 Warunków Wyzwolenia (pali bodhipakkhiya-dhammā).